# ماونتن لیک (نیوهمپشایر)
ماونتن لیک (به انگلیسی: Mountain Lakes) شهری در ایالت نیوهمپشایر کشور ایالات متحده آمریکا است که جمعیت آن در سرشماری سال ۲۰۱۰ میلادی، ۴۸۸ نفر بوده‌است.